# El Majuay
El Majuay är en ort i Mexiko, tillhörande kommunen Jilotepec i den västra delen av delstaten Mexiko. Orten hade 136 invånare vid folkräkningen 2010.